# (23110) Ericberne
(23110) Ericberne (2000 AE) – planetoida z pasa głównego asteroid okrążająca Słońce w ciągu 3,45 lat w średniej odległości 2,28 j.a. Odkryta 2 stycznia 2000 roku.